# Onthophagus tholaayi
Onthophagus tholaayi là một loài bọ cánh cứng trong họ Bọ hung (Scarabaeidae).